# Valentin Năstase
Valentin Năstase (n. 4 octombrie 1974 în Călinești) este un fundaș român retras din activitate.

## Carieră
- În 2002, a semnat cu Venezia, dar patronul clubului, Maurizio Zamparini și-a transferat mai mulți jucători printre care și pe Valentin Năstase, la noul său club, U.S. Città di Palermo.
- În 2004, Palermo l-a dat la schimb pe Năstase la Bologna pentru Cristian Zaccardo.
- După Ascoli, Năstase s-a întors în România în 2007, la Dinamo București. Totuși, el a plecat după două luni, fiind scos țap ispășitor pentru înfrângerea din UEFA Champions League cu Lazio.[1]
- În 2008 s-a alăturat clubului german de ligă regională Eintracht Braunschweig și liber de contract pe 30 iunie 2009.[2].